# Dufourea flavozonata
Dufourea flavozonata är en biart som först beskrevs av Wu 1990.  Dufourea flavozonata ingår i släktet solbin, och familjen vägbin. Inga underarter finns listade i Catalogue of Life.